# Episodi de La grande vallata (seconda stagione)
| nº | Titolo originale            | Titolo italiano                       | Codice di produzione | Prima TV USA      | Prima TV Italia |
| -- | --------------------------- | ------------------------------------- | -------------------- | ----------------- | --------------- |
| 1  | Lost Treasure               | La miniera d'oro                      | (#7010)              | 12 settembre 1966 |                 |
| 2  | Legend of a General: Part 1 | La leggenda di un generale (1ª parte) | (#7014)              | 19 settembre 1966 |                 |
| 3  | Legend of a General: Part 2 | La leggenda di un generale (2ª parte) | (#7016)              | 26 settembre 1966 |                 |
| 4  | Caesar's Wife               | Una moglie giovane                    | (#7006)              | 3 ottobre 1966    |                 |
| 5  | Pursuit                     | L'inseguimento di Nameh l'indiano     | (#7024)              | 10 ottobre 1966   |                 |
| 6  | The Martyr                  | Il martire                            | (#7032)              | 17 ottobre 1966   |                 |
| 7  | Target                      | Il candidato                          | (#7008)              | 31 ottobre 1966   |                 |
| 8  | The Velvet Trap             | Trappola di velluto                   | (#7020)              | 7 novembre 1966   |                 |
| 9  | The Man from Nowhere        | Un uomo senza passato                 | (#7034)              | 14 novembre 1966  |                 |
| 10 | The Great Safe Robbery      | La grande rapina                      | (#7004)              | 21 novembre 1966  |                 |
| 11 | The Iron Box                | La vendetta del capitano              | (#7022)              | 28 novembre 1966  |                 |
| 12 | Last Stage to Salt Flats    | L'ultima fermata per S. Flats         | (#7030)              | 5 dicembre 1966   |                 |
| 13 | A Day of Terror             | Un giorno di terrore                  | (#7026)              | 12 dicembre 1966  |                 |
| 14 | Hide the Children           | Gli zingari                           | (#7038)              | 19 dicembre 1966  |                 |
| 15 | Day of the Comet            | Il giorno della cometa                | (#7002)              | 26 dicembre 1966  |                 |
| 16 | Wagonload of Dreams         | Un carro pieno di sogni               | (#7036)              | 2 gennaio 1967    |                 |
| 17 | Image of Yesterday          | La banda di Wincop                    | (#7042)              | 9 gennaio 1967    |                 |
| 18 | Boy Into Man                | Addio all'adolescenza                 | (#7012)              | 16 gennaio 1967   |                 |
| 19 | Down Shadow Street          | Il figlio del giudice                 | (#7044)              | 23 gennaio 1967   |                 |
| 20 | The Stallion                | Il vecchio cowboy                     | (#7040)              | 30 gennaio 1967   |                 |
| 21 | The Haunted Gun             | Il passato ritorna                    | (#7046)              | 6 febbraio 1967   |                 |
| 22 | The Price of Victory        | Il prezzo della vittoria              | (#7028)              | 13 febbraio 1967  |                 |
| 23 | Brother Love                | Fratello amore                        | (#7018)              | 20 febbraio 1967  |                 |
| 24 | Court Martial               | Corte marziale in casa Barkley        | (#7048)              | 6 marzo 1967      |                 |
| 25 | Plunder at Hawk's Grove     | La diga                               | (#7050)              | 13 marzo 1967     |                 |
| 26 | Turn of a Card              | Poker a due                           | (#7052)              | 20 marzo 1967     |                 |
| 27 | Showdown in Limbo           | Inferno a Limbo City                  | (#7054)              | 27 marzo 1967     |                 |
| 28 | The Lady from Mesa          | La maestrina di Mesa                  | (#7056)              | 3 aprile 1967     |                 |
| 29 | Days of Grace               | Una suora con le pistole              | (#7058)              | 17 aprile 1967    |                 |
| 30 | Cage of Eagles              | La gabbia dell'aquila                 | (#7060)              | 24 aprile 1967    |                 |

## La miniera d'oro
- Titolo originale: Lost Treasure
- Diretto da: Arthur H. Nadel
- Scritto da: Jack Curtis

### Trama
Un uomo di nome Charlie Sawyer si presenta al ranch sostenendo di essere il vero padre di Heath. Il ragazzo, ovviamente, non ci crede, ma Charlie gli porta una serie di prove che parrebbero dimostrare che le cose stanno effettivamente così e Heath decide di recarsi assieme a lui a Strawberry per scoprire la verità. Qui ritrova Hannah, l'anziana amica di sua madre Leah, che riconosce Charlie: l'uomo era davvero sposato con Leah e fu dato per morto in seguito ad un incidente qualche tempo prima della nascita di Heath. Devastato e ormai certo di non essere un Barkley, Heath decide di lasciare per sempre la vallata e a nulla valgono i tentativi di Victoria e dei fratelli di farlo desistere. Andandosene, Heath si scontra con Clovis e Atteridge, due malviventi a cui Charlie deve una grossa somma: il ragazzo riesce ad eliminarli, ma Charlie rimane ferito. Heath lo porta al ranch per prestargli le cure necessarie, ma le sue condizioni sono troppo gravi e Charlie, ormai in punto di morte, gli rivela che abbandonò Leah molto prima che lei restasse incinta: Heath, quindi, è davvero figlio di Tom Barkley. Charlie aveva cercato di fargli credere di essere suo padre per procurarsi il denaro per pagare Clovis e Atteridge, ma ammette anche che sarebbe stato orgoglioso di avere un figlio come lui, dopodiché muore, chiedendo perdono a Heath per avergli mentito. Heath, di nuovo sereno, si ricongiunge con la sua famiglia.
- Guest Star: Buddy Hackett (Charlie Sawyer), Bruce Dern (Clovis), John Milford (Atteridge).
- Altri interpreti: Dub Taylor (barista), Beah Richards (Hannah).

## La leggenda di un generale (1ª parte)
- Titolo originale: Legend of a General: Part 1
- Diretto da: Virgil W. Vogel
- Scritto da: Ken Pattus

### Trama
Heath si trova per affari in Messico e frequenta la giovane Teresa, figlia del ricco proprietario terriero Don Alfredo Camargo. Durante la permanenza, il ragazzo aiuta il generale Vicente Ruiz, un vecchio amico di Victoria, a scappare negli Stati Uniti per evitare l'arresto ordinato dal dittatore Diaz, attuale capo del governo messicano: Ruiz è infatti un tenace oppositore di Diaz, il quale, per avere un pretesto per eliminarlo, l'ha accusato di furto di denaro pubblico. Ruiz si rifugia dai Barkley assieme al figlio adolescente, Pepe, e viene accolto con grande affetto da Victoria. Dopo qualche tempo, Miguel, Carlos e Leon, tre uomini di Ruiz, arrivano al ranch per convincerlo a tornare in Messico per continuare la lotta contro Diaz, ma si scopre che essi sono in realtà dei traditori al soldo del dittatore; fallito il tentativo, Diaz fa arrestare Heath da Chavez, capitano dei rurales, la gendarmeria messicana, per costringere i Barkley a consegnare Ruiz. Victoria, informata dall'ambasciatore messicano, rifiuta e con l'aiuto di Jarrod si rivolge alla legge, ma senza alcun risultato. La situazione è disperata, ma i Barkley giurano che riusciranno a salvare sia Heath che Ruiz.
- Guest Star: Nehemiah Persoff (generale Vicente Ruiz), Rudy Solari (capitano Chavez), Angela Dorian (Teresa Camargo).
- Altri interpreti: David Renard (Miguel), Pepe Hern (Carlos), Rico Alaniz (Jacobo), Michael Davis (Pepe Ruiz), John Hoyt (Don Alfredo Camargo), Carlos Romero (Leon), Robert Karnes (padre Esteban), Donald F. Randolf (ambasciatore Luis Cortines), Than Wyenn (Mateo), Don Dillaway (senatore Harlow Perkins)

## La leggenda di un generale (2ª parte)
- Titolo originale: Legend of a General: Part 2
- Diretto da: Virgil W. Vogel
- Scritto da: Ken Pattus

### Trama
Heath riesce ad evadere con l'aiuto di El Payaso, un simpatizzante di Ruiz, e a barricarsi in una chiesa con la protezione di Teresa e padre Esteban; viene tuttavia tradito da Teresa stessa, costretta da Don Alfredo, e riportato in prigione. Teresa, piena di vergogna e con il cuore spezzato per ciò che ha dovuto fare, lascia per sempre il Messico. I Barkley hanno rifiutato la proposta di scambio tra il generale Ruiz e la vita di Heath e organizzano assieme a Ruiz un piano per liberarlo: giunti in Messico, Jarrod, Nick, Pepe e Ruiz creano un diversivo con il quale riescono a liberare Heath; nello scontro a fuoco che segue contro i rurales Heath elimina Chavez, il quale, prima di morire, riesce tuttavia ad uccidere Ruiz. Pepe, affranto, decide di raccogliere l'eredità del padre e continuare la lotta contro Diaz. Heath si domanda se la sua vita sia davvero valsa la morte del coraggioso generale, ma Victoria lo rassicura: Ruiz è morto così com'è vissuto, ossia da eroe, e il suo sacrificio servirà da esempio per tutti coloro che vorranno liberarsi della tirannia di Diaz.
- Guest Star: Nehemiah Persoff (generale Vicente Ruiz), Rudy Solari (capitano Chavez), Angela Dorian (Teresa Camargo).
- Altri interpreti: David Renard (Miguel), Michael Davis (Pepe Ruiz), John Hoyt (Don Alfredo Camargo), Carlos Romero (Leon), Robert Karnes (padre Esteban), Paul Comi (sergente), Than Wyenn (Mateo), Chris Alcaide (U.S. Marshal Ralston), Morgan Fairley (Morelos), Jose Gonzalez Gonzalez (El Payaso), Troy Melton (Morgan), Pete Sotos (guardia), Tina Menard (donna messicana), Monte Mansfield (soldato).

## Una moglie giovane
- Titolo originale: Caesar's Wife
- Diretto da: Virgil W. Vogel
- Scritto da: Henry Kronman

### Trama
Henry Marvin, un amico dei Barkley, si è recentemente risposato con Therese, una donna molto più giovane di lui, che tuttavia è attratta da Will, il figlio di Henry. Quando il ragazzo rifiuta le sue profferte, Therese, per vendicarsi, gli rivela che Henry non è il suo vero padre e Will, turbato, se ne va di casa, venendo temporaneamente ospitato dai Barkley. Therese, recatasi al ranch per cercare di riportare indietro il figliastro, accusa Audra di aver sedotto Will e nella colluttazione che segue la donna rimane uccisa da un colpo di pistola sparato da Audra per legittima difesa. Will, intervenuto casualmente, si addossa la colpa per proteggere Audra e per non dare un dolore a Henry, completamente ignaro della reale natura di Therese; Henry, tuttavia, si rende conto che Will sta mentendo e intende accusare Audra. Jarrod, che già sospettava di Therese, scopre che la donna è stata sposata altre due volte ed entrambi i mariti sono stati uccisi da altrettanti suoi amanti: Will e Audra, a questo punto, confessano come sono andate le cose e Henry è costretto ad ammettere a se stesso di aver sposato una poco di buono.
- Guest Star: Bert Freed (Henry Marvin), Dianne Foster (Therese Marvin), Tim O'Kelly (Will Marvin).
- Altri interpreti: Bern Hoffman (Bert Seeger), Michael Harris (sceriffo), Pat Wilkins (barista).

## L'inseguimento di Nameh l'indiano
- Titolo originale: Pursuit
- Diretto da: Virgil W. Vogel
- Scritto da: Margaret Armen

### Trama
Nameh, un giovane indiano affetto da morbillo, fugge dalla missione in cui è ricoverato verso il suo accampamento, convinto che solo lo sciamano della sua tribù potrà curarlo. Victoria, recatasi alla missione per portare i medicinali, lo insegue con l'aiuto di una guida, il burbero Simon Carter, sapendo che se non riuscirà a fermarlo l'intera tribù verrà contagiata. Simon è un uomo cinico e amareggiato dalla vita e accetta di guidare Victoria solo dietro promessa di un adeguato compenso, ma durante il viaggio si affeziona sinceramente a Victoria e tra i due nasce una bella amicizia. Alla fine i due riescono a raggiungere Nameh e Victoria lo convince a lasciarsi riportare alla missione per farsi curare.
- Guest Star: James Gregory (Simon Carter), Malachi Throne (padre Andre).
- Altri interpreti: Blaisdell Makee (Nameh), Bob Adler (conduttore della diligenza).

## Il martire
- Titolo originale: The Martyr
- Diretto da: Virgil W. Vogel
- Scritto da: Mel Goldberg

### Trama
Jarrod accetta di difendere Paulino Ariata, un uomo accusato di omicidio; la faccenda è complicata dal fatto che Paulino è basco e anarchico. La vittima si chiamava Bill Miller e Paulino sostiene che al momento del fatto si trovava con un amico, Julio; quest'ultimo, interrogato da Jarrod, ha visto il vero assassino, ma non vuole collaborare per timore di ritorsioni. Al processo, Paulino non viene trattato equamente e ciò mina la fede di Jarrod nella legge: il giudice stesso, Cross, non riesce a comportarsi con obiettività, ma Victoria riesce a farlo ragionare e accetta di ascoltare la testimonianza di Julio, convinto a farsi avanti da Francisco, il capo della comunità basca. Prima che Julio possa parlare, però, Paulino viene ferito e quasi ucciso da Russ Miller, il fratello di Bill, e dallo sceriffo Baker, che sostiene che Paulino aveva tentato la fuga: Jarrod e Cross capiscono che Miller e Baker volevano la condanna di Paulino e hanno inscenato il tentativo di evasione per avere una scusa per eliminarlo prima che Julio potesse scagionarlo. Baker viene destituito e Paulino, sopravvissuto al linciaggio, è assolto.
- Guest Star: Nico Minardos (Paulino Ariata), Joseph Campanella (Francisco De Navarre), Philip Bourneuf (giudice Adam Cross), William Mims (avvocato), Charlie Briggs (sceriffo Walt Baker).
- Altri interpreti: Clyde Ventura (Julio), Lorri Scott (Rosa), Graydon Gould (Russ Miller), Napoleon Whiting (Silas), Jackson Weaver (medico).

## Il candidato
- Titolo originale: Target
- Diretto da: Arthur H. Nadel
- Scritto da: Mel Goldberg

### Trama
Josh Hawks, candidato a governatore della California, sostiene che Tom Barkley gli abbia rubato la terra e accusa la famiglia di truffa. Jarrod capisce che tutto ciò è parte di una manovra di Hawks per ottenere consensi e cerca di convincere il responsabile della campagna Frank Wesley a ritrattare, ma senza successo; Wesley, da parte sua, si rende conto della pericolosità della situazione, ma sostiene comunque Hawks, pur non condividendone le posizioni, perché vede nella campagna una possibilità di carriera. Hawks arriva al punto di accusare i Barkley di aver appiccato un incendio all'albergo in cui alloggia (in realtà appiccato accidentalmente da lui stesso), guadagnando ancora più consensi e rischiando di rovinare la reputazione della famiglia; Victoria cerca di convincerlo a smettere con le accuse, ma Hawks rifiuta e rivela di essere stato in passato un dipendente di Tom Barkley e di essere stato licenziato da lui stesso, spiegando il suo odio per la famiglia. Wesley scopre che Hawks intende uccidere far saltare in aria il municipio con tutti i funzionari all'interno facendo ricadere la colpa sui Barkley; spaventato, decide di denunciarlo, ma viene scoperto e ucciso da Hawks. L'intervento di Victoria e Nick permette ai funzionari di mettersi in salvo, mentre Hawks muore nell'esplosione.
- Guest Star: James Whitmore (Josh Hawks), Sherwood Price (Frank Wesley), Julie Adams (Edna Wesley), Strother Martin (Daniel Hawks).
- Altri interpreti: Harlan Warde (Peter Doolin), Paul Sorensen (Dave Sloane), Bill Quinn (negoziante), Rudy Bukich (barista), Walter Woolf King (giudice), Larry Domasin (Steve), Mel F. Allen (fattore).

## Trappola di velluto
- Titolo originale: The Velvet Trap
- Diretto da: Arthur H. Nadel
- Scritto da: Don Ingalls

### Trama
Una diligenza perde una ruota e uno straniero si offre di aiutare a riparare il danno. Lo straniero stava in realtà seguendo la carrozza perché interessato ad una dei passeggeri, una donna di nome Sabrina Lynn: quest'ultima riconosce l'uomo e fugge, venendo successivamente trovata e soccorsa da Nick. Portata al sicuro al ranch, Sabrina nasconde ai Barkley l'accaduto, riferendo di essere diretta a Stockton per affari e di essersi soltanto persa. Nick rimane molto affascinato da Sabrina e nei giorni successivi la frequenta, ma in città arriva anche il misterioso inseguitore della donna. Messa alle strette, Sabrina rivela a Nick che l'uomo è Jack Floyd, un pericoloso assassino con cui aveva iniziato una relazione senza sapere chi fosse in realtà, e di aver deciso di lasciarlo una volta scoperta la verità. Nick decide di proteggerla, ma più tardi, rimasta sola, Sabrina viene raggiunta da un altro uomo che si scopre essere il suo amante nonché il vero Jack Floyd: l'inseguitore di Sabrina, infatti, è in realtà John Pierce, un uomo intenzionato a uccidere Floyd per vendicare la morte del fratello, ucciso dal bandito. Sabrina intende servirsi di Nick per sbarazzarsi di Pierce e riesce a fare in modo che Nick lo uccida per legittima difesa. Prima di morire, Pierce fa tuttavia in tempo a rivelare la propria vera identità e l'inganno di Sabrina: Nick, devastato, si rende conto di essersi fatto usare e di aver ucciso un innocente. Furioso, l'uomo si mette sulle tracce di Floyd e Sabrina e uccide il criminale; Sabrina, risparmiata da Nick, verrà invece arrestata.
- Guest Star: Laura Devon (Sabrina Lynn), Fred Beir (Jack Floyd).
- Altri interpreti: Kelly Thordsden (John Pierce), Michael Harris (sceriffo), Hank Brandt (Preston), David Richards (Skinny), Richard Collier (commesso), J.P. Burns (conducente).

## Un uomo senza passato
- Titolo originale: The Man from Nowhere
- Diretto da: Joseph H. Lewis
- Scritto da: Ken Pettus

### Trama
Jarrod viene inviato a mediare una controversia territoriale che vede contrapposti alcuni allevatori di bestiame capeggiati da Hoyt Vatcher e una donna di nome Libby Matthews, una giovane vedova che vive assieme al figlioletto Danny e alla suocera Hannah: Libby è accusata di aver occupato abusivamente il terreno e non cede nonostante ripetuti tentativi d'intimidazione. Sulla via per il ranch dei Matthews, Jarrod ha un incidente e cade da cavallo, battendo la testa; stordito e privo di memoria, l'uomo viene soccorso proprio dai Matthews. Libby capisce che Jarrod è l'avvocato incaricato di sfrattarli, ma decide di non rivelargli la verità e approfitta della sua amnesia per indurlo a proteggerli, riuscendo nell'intento. Heath e Nick, informati da Vatcher del mancato arrivo di Jarrod, si presentano dai Matthews per trovare il fratello, ma vengono cacciati da Libby prima che possano incontrarlo; Hannah, resasi conto che la situazione è ormai fuori controllo, rivela tutto a Heath e Nick e i due riescono finalmente a far ritrovare la memoria al fratello. Libby, a questo punto, si scusa con Jarrod per averlo ingannato e confessa di essersi davvero infatuata di lui; Jarrod la perdona e dopo averle dato un bacio torna a casa assieme ai fratelli.
- Guest Star: Sheree North (Libby Matthews), Anne Seymour (Hannah), Gregory Walcott (Hoyt Vatcher), Duane Chase (Danny Matthews).
- Altri interpreti: Richard O'Brien (Jed Cameron), Howard Wendell (Simon Blair), Robert Karnes (prete), Arthur Space (medico), Bing Russell (allevatore), Jim Driskill (proprietario del saloon).

## La grande rapina
- Titolo originale: The Great Safe Robbery
- Diretto da: Virgil W. Vogel
- Scritto da: William Norton

### Trama
Tre imbranati fratelli, Duke (veterano della guerra civile americana rimasto invalido ad una gamba), Shorty ed Elwood, tentano una rapina ad una stazione ferroviaria, finendo per coinvolgere nella loro azione Victoria e Audra. L'obiettivo è una cassaforte piena di denaro, che tuttavia non sono in grado di aprire; incapaci di scassinarla, i fratelli prendono in ostaggio Victoria, Audra ed il capostazione, ma la loro goffaggine è tale che nessuno li prende sul serio e la stessa Victoria, esasperata, cerca più volte di convincerli a rinunciare. Dopo molti, disastrosi tentativi di aprire la cassaforte, i fratelli decidono di portarsela via, prendendo in ostaggio Victoria e Audra. Duke decide di ricorrere alla dinamite ma, palesando egli la propria inesperienza, Victoria stessa si vede costretta ad aiutarlo, pur di evitare una catastrofe; Audra, nel frattempo, riesce ad instaurare un dialogo con Shorty, il più giovane e mite dei tre fratelli, che non si mostra insensibile al suo fascino e che inizia effettivamente ad avere dei ripensamenti. Nick e Heath, avvisati da un telegramma che Victoria è riuscita ad inviare approfittando della distrazione dei banditi, organizzano una squadra e riescono a localizzarli; ormai messi alle strette, Shorty tenta di convincere Duke a lasciar perdere, ma il fratello non vuole sentire ragioni e rifiuta di arrendersi persino quando anche la dinamite si rivela inefficace. Audra ottiene da Duke di farsi consegnare la combinazione da Nick e Heath, mentre Victoria rimane come ostaggio; Victoria, giocando d'astuzia, riesce a disarmare Duke, ma viene distratta dal ritorno di Audra e il bandito la mette fuori combattimento, colpendola in volto. Shorty, a questo punto, rifiuta di seguire ancora il fratello e Duke, rimasto solo, capisce finalmente l'insensatezza di ciò che stanno facendo. I tre fratelli liberano quindi Victoria e Audra e se ne vanno, decisi a guadagnarsi onestamente il denaro.
- Guest star: Warren Oates (Duke), Christopher Cary (Shorty).
- Altri interpreti: Kelton Garwood (Elwood), Bill Quinn (Lou Johnson), Joe Higgins (agente ferroviario), Lee Krieger (capostazione), John Harmon (capotreno), Mark Tapscott (sceriffo), Earl Green (telegrafista).

## La vendetta del capitano
- Titolo originale: The Iron Box
- Diretto da: Bernard McEveety
- Scritto da: Steven W. Carabatsos

### Trama
Nick e Heath acquistano un toro da un allevatore di nome MacGowan, ma sulla via del ritorno vengono arrestati dal corrotto sceriffo Barnes con l'accusa di aver rubato l'animale e condannati ai lavori forzati nel carcere diretto dallo spietato capitano Rizely: MacGowan, infatti, si è accordato con Rizely per procurargli manodopera, dal momento che i detenuti vengono impiegati in una cava ed è lo stesso MacGowan a beneficiarne. Jarrod, informato della situazione, decide di recarsi lui stesso dal giudice della contea per ottenere un regolare processo ai fratelli e avvisa Nick di non cedere alle provocazioni con cui Rizely cercherà sicuramente di istigarlo per giustificarne l'esecuzione: il capitano, infatti, ora che sa che Nick e Heath appartengono alla rinomata famiglia Barkley, tenterà di eliminarli in modo che il giro di corruzione non venga scoperto. Rizely fa mettere in isolamento Heath nonostante il ragazzo abbia una gamba ferita e ricatta Nick tentando di obbligarlo ad ammettere la sua colpevolezza; Nick, però, non cede e accetta di aiutare un gruppo di altri detenuti ad evadere in cambio di aiuto per liberare Heath. Rizely, avvisato del tentativo di fuga, ne approfitta per avere il pretesto per uccidere Nick, ma l'arrivo di Jarrod e del giudice salva la situazione: Rizely, MacGowan e Barnes vengono arrestati e Nick e Heath, chiarita la situazione, possono finalmente tornare a casa.
- Guest star: David Sheiner (capitano Jonathan Rizely), Frank Marth (sceriffo Barnes), Paul Picerni (secondino Peterson).
- Altri interpreti: Walter Burke (Billy), Michael Fox (MacGowan), Joe Ferrante (Rodrigo), Walter Woolf King (giudice), Yaphet Kotto (Lobo Brown).

## L'ultima fermata per S. Flats
- Titolo originale: Last Stage to Salt Flats
- Diretto da: Bernard McEveety
- Scritto da: Arthur Browne, jr.

### Trama
Alcuni passeggeri di una diligenza, fra cui Victoria, Jarrod e Heath, sono abbandonati nel deserto da alcuni rapinatori.

## Un giorno di terrore
- Titolo originale: A Day of Terror
- Diretto da: Virgil W. Vogel
- Scritto da: Peter Packer

### Trama
Audra e Victoria sono trattenute prigioniere in una chiesa con diversi bambini da una banda di criminali, formata dalla madre e dai tre figli.

## Gli zingari
- Titolo originale: Hide the Children
- Diretto da: Arthur H. Nadel
- Scritto da: Jack Curtis

### Trama
Nick accusa ingiustamente alcuni zingari e, in una rissa, finisce per ferire uno di loro. I suoi fratelli lo costringono a scortare il carro con la dote al futuro sposo. Durante il viaggio capisce di provare qualcosa per la sposa e impara una lezione di tolleranza.

## Il giorno della cometa
- Titolo originale: Day of the Comet
- Diretto da: Virgil W. Vogel
- Scritto da: Gilbert Ralston

### Trama
Audra si innamora di un uomo che ha trovato campeggiare sulla terra dei Barkley. La ragazza rimane affascinata dal suo cinico modo da poeta di vedere la vita, purtroppo il passato dell'uomo tornerà per esigere vendetta.

## Un carro pieno di sogni
- Titolo originale: Wagonload of Dreams
- Diretto da: Virgil W. Vogel
- Scritto da: A. I. Bezzerides

### Trama
I Barkley aiutano un immigrato a trasportare le sue pesche a San Francisco con un carro dopo che il gestore della stazione locale ha tentato di lucrare sui suoi guadagni.

## La banda di Wincop
- Titolo originale: Image of Yesterday
- Diretto da: Virgil W. Vogel
- Scritto da: Margaret Armen

### Trama
Victoria ingaggia una sua ex fiamma, che ora comanda una banda di mercenari, per proteggere i ranch della valle da una banda di fuorilegge. Preoccupata per il comportamento degli uomini al comando del suo amico, tenta di farlo ritornare com'era quando l'ha conosciuto.

## Addio all'adolescenza
- Titolo originale: Boy Into Man
- Diretto da: Paul Henreid
- Scritto da: A. I. Bezzerides

### Trama
Lud, il più grande di tre fratelli, si rifiuta di collaborare con Victoria e rivelarle perché la loro madre sia scomparsa. Il piano del ragazzo è di raggiungere la madre – che gli ha fatto credere di lavorare come sarta in un'altra città – e di convincerla a tornare a casa. Giunto sul posto, scopre che la madre in realtà esercita il meretricio presso il saloon della città.

## Il figlio del giudice
- Titolo originale: Down Shadow Street
- Diretto da: Virgil W. Vogel
- Scritto da: Ken Trevey

### Trama
Victoria è l'unica testimone dell'omicidio di una ragazza compiuto ad opera dell'unico figlio di un giudice locale. Quando il ragazzo confessa l'omicidio, il padre decide di far sparire Victoria in modo che non possa testimoniare contro suo figlio.

## Il vecchio cowboy
- Titolo originale: The Stallion
- Diretto da: Paul Henreid
- Scritto da: Gabrielle Upton

### Trama
Un lavoratore del ranch Barkley, ritenuto troppo vecchio per rimanere in sella, vuole catturare a tutti i costi uno stallone selvaggio per dimostrare di esserne ancora in grado.

## Il passato ritorna
- Titolo originale: The Haunted Gun
- Diretto da: Bernard McEveety
- Scritto da: Mel Goldberg

### Trama
Un senatore ed ex pistolero Jud Robson è ossessionato dai nemici. Purtroppo sembra che chiunque desti i suoi sospetti.

## Il prezzo della vittoria
- Titolo originale: The Price of Victory
- Diretto da: Bernard McEveety
- Scritto da: William Norton

### Trama
Nick fa lo sparring partner ad un pugile professionista. Dopo un colpo al viso si scopre che il pugile ha una pericolosa debolezza: un punto cieco che è causato da un grumo di sangue. Nick, sentendosi in colpa, gli offre un lavoro al ranch e quando il pugile insiste x un ri-mach, gli fa da allenatore per un ultimo, grande incontro.

## Fratello amore
- Titolo originale: Brother Love
- Diretto da: Virgil W. Vogel
- Scritto da: Jay Simms

### Trama
Un sedicente predicatore errante chiamato "Fratello Amore" subisce il fascino di Audra. Suo fratello Heath cerca di dimostrare che i presunti miracoli che vanta sono in realtà degli imbrogli.

## Corte marziale in casa Barkley
- Titolo originale: Court Martial
- Diretto da: Virgil W. Vogel
- Scritto da: Steven W. Carabatsos

### Trama
Degli uomini armati irrompono in casa Barkley, per punire un ex generale unionista – sotto il cui comando prestava allora servizio militare Nick – a causa della distruzione di una città confederata, avvenuta durante la guerra civile. Jarrod riesce a convincerli di permettere al generale di difendersi raccontando la propria versione dell'episodio, in una sorta di improvvisato processo. In realtà il generale era un agente segreto confederato e il massacro di civili sudisti faceva parte di un piano per screditare le forze unioniste. Gli uomini armati – falsamente presentatisi come ex combattenti confederati e parenti delle vittime civili che ora vorrebbero vendicarsi – sono in realtà agenti federali, che sospettavano da tempo che l'ex generale avesse fatto il doppio gioco: il finto processo dunque, allestito con la complicità di Jarrod che funge da difensore dell'"imputato", aveva il solo scopo di indurre il sospettato a temere di essere condannato a morte dai finti 'vendicatori', costringendolo così a confessare la verità. colpevolezza.

## La diga
- Titolo originale: Plunder at Hawk's Grove
- Diretto da: Richard Long
- Scritto da: William Blinn

### Trama
Heath è stato inviato dallo sceriffo di Stockton in una città minacciata da un possibile crollo della diga. La popolazione è stata fatta evacuare ad eccezione di una manciata di persone lasciate a guardia per evitare episodi di saccheggio. La tentazione di rubare prende il sopravvento e toccherà ad Heath impedirglielo.

## Poker a due
- Titolo originale: Turn of a Card
- Diretto da: Virgil W. Vogel
- Scritto da: Gilbert Ralston

### Trama
Heath deve consegnare 5.000 dollari ai suoi fratelli per acquistare una pompa ad un'asta governativa. Un giocatore professionista sfrutta la sua cavalleria verso la donna che lo accompagna per mettere le mani sui soldi.

## Inferno a Limbo City
- Titolo originale: Showdown in Limbo
- Diretto da: Bernard McEveety
- Scritto da: Ken Pettus

### Trama
Lo sceriffo Frank Sawyer, vecchio amico di Heath, cerca di imporre a suo figlio la sua stessa carriera anche se è evidente che non è portato. Heath, mentre lo aiuta a trasportare un prigioniero a Stockton, cerca di convincerlo a lasciargli prendere la sua strada.

## La maestrina di Mesa
- Titolo originale: The Lady from Mesa
- Diretto da: Joseph A. Mazzuca
- Scritto da: Harry Kronman

### Trama
Uno dei più vecchi cowboy al servizio dei Barkley rimane ferito durante la sorveglianza ad una mandria. Trovandosi in fin di vita, Nick vuole che possa parlare un'ultima volta con sua figlia che crede una maestra. In realtà lei lavora in un saloon di una cittadina del Nevada di nome Mesa.

## Una suora con le pistole
- Titolo originale: Days of Grace
- Diretto da: Virgil W. Vogel
- Scritto da: William Fay

### Trama
Heath è stato accusato di stupro. Una sua vecchia amica, considerandolo innocente e sapendo che il processo sarà una farsa, lo aiuta a fuggire e a dimostrare la sua innocenza.

## La gabbia dell'aquila
- Titolo originale: Cage of Eagles
- Diretto da: Virgil W. Vogel
- Scritto da: Herb Meadow

### Trama
Nick assume Patrick Madigan come esperto di esplosivi pur sapendo che nel suo paese è ricercato come terrorista. La situazione peggiora quando un ingegnere minerario britannico tenta in tutti i modi di farlo espatriare.